# 草津ジャンクション

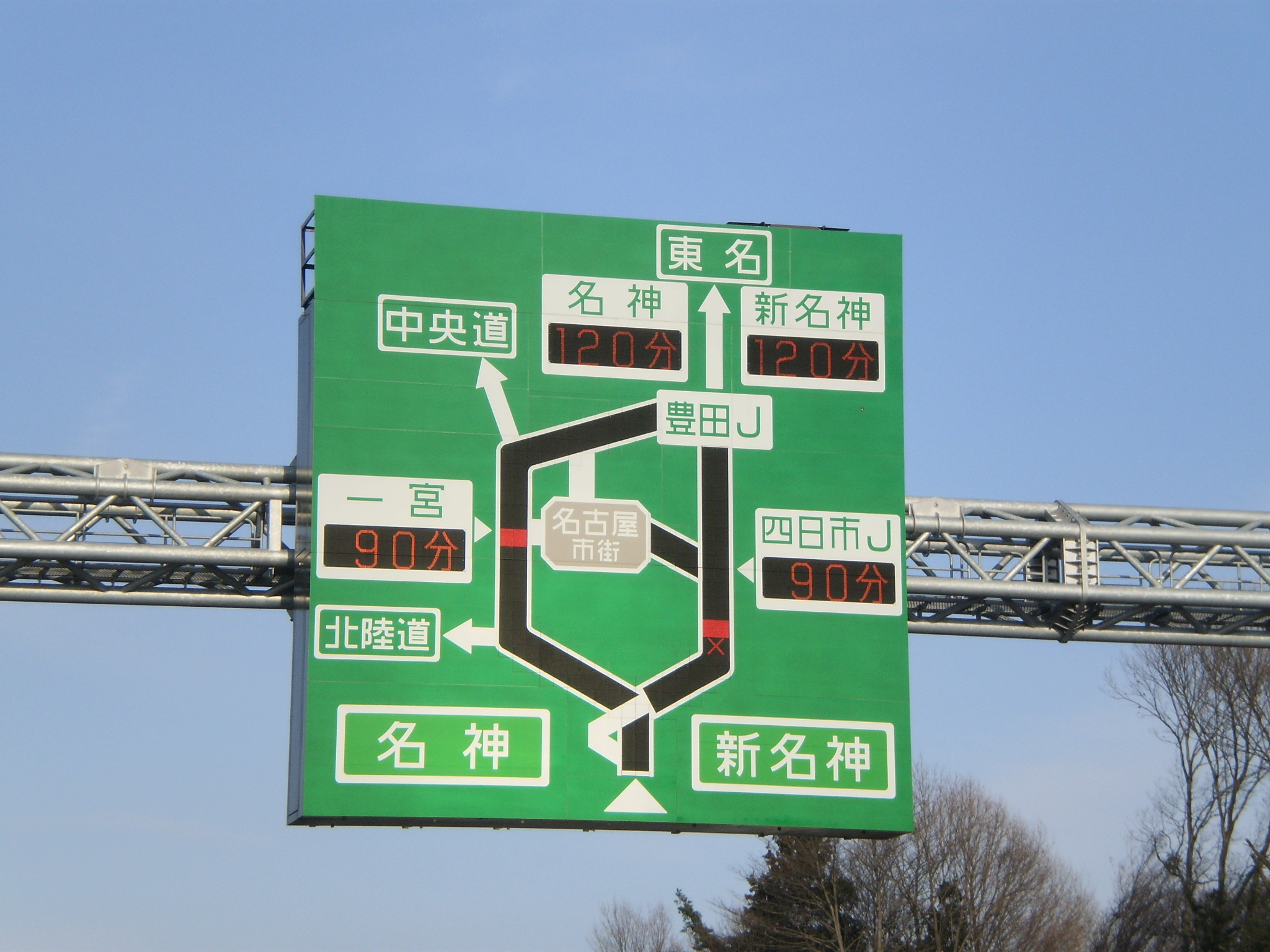
草津JCT手前の図形情報板

草津ジャンクション（くさつジャンクション）は、名神高速道路と新名神高速道路大津連絡路のジャンクションである。開通前から草津PAが営業していたが、後に新名神高速道路大津連絡路の接続部となり、日本の高速道路では珍しいPA併設になっている。また当JCTの大津連絡路側すぐに草津田上ICも所在しており、実質的にJCT・IC・PAの3施設が集約されているために複雑な構造となっている。

## 概要
2005年（平成17年）3月19日に当JCT・草津田上IC間が名神高速道路の支線として開通した。その後、2008年（平成20年）2月23日に新名神高速道路亀山JCT・草津田上IC間の開通と同時に、当JCT・草津田上IC間が新名神高速道路に編入された。
当JCT・瀬田東JCT間は片側4車線であり、上り線当区間の第1走行車線を通行すると車線変更せずに草津JCTで大津連絡路へ向かえる。
新名神全線開通時には、大津JCTと共に並行する上記2つの高速道路を「工」の字型に連結することになる。
名神高速道路上り線当JCT1.6 km手前に、一宮・四日市JCTまでと、豊田JCTまでの所要時間を新名神ルート・名神ルートに表示し、両ルートの交通状況を表示できる日本最大級の図形情報版（面積：約7 m × 約7 m = 約49 m2）が設置されている。
- 表示例
  - 渋滞=■
  - 通行止=×（点灯）
  - 事故=×（点滅）

2019年（令和元年）10月17日より名神高速道路上り線分岐部から大津連絡路（新名神高速道路亀山方面/Bランプ）までの1車線区間を2車線に拡幅する渋滞対策工事が行われ、2020年（令和2年）2月29日に完了した。また、2021年（令和3年）7月2日には、下り線においても名神高速道路下り線（大阪方面）へ2車線で走行できるように車線運用を変更する渋滞対策工事が完了した。

## 道路
- E1 名神高速道路
- E1A 新名神高速道路（大津連絡路）

## 歴史
- 2005年（平成17年）3月19日 - 草津田上ICの一部として開通。
- 2008年（平成20年）2月23日 - 新名神高速道路開通とともに正式に草津JCTとなる。

## 構造
新名神高速道路大津連絡路⇔名神高速道路吹田方面を結ぶランプは上下線それぞれ2車線ずつだが、新名神高速道路大津連絡路⇔名神高速道路小牧方面を結ぶランプは上下線それぞれ1車線ずつである。ただし橋梁部分は2車線分の幅が確保されており、将来ランプ全区間を2車線化する際にあらためて架橋工事を行う必要はない。なお後述の草津PA入口との重複区間に限っては現状も2車線となっている。

### 草津PAとの関係

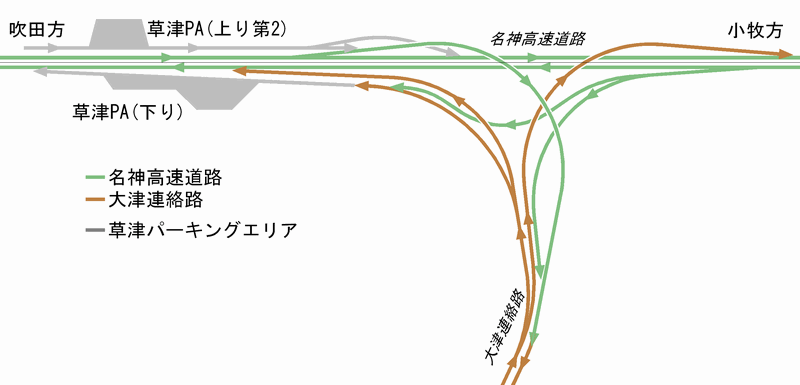
草津JCTと草津PAのランプ構造簡易図

草津PA上り線利用後は大津連絡路方面へ向かうことができるが、草津PA下り線利用後は大津連絡路方面へは向かうことができないため注意が必要である。
大津連絡路→草津PA→名神高速下り線
草津JCTで名神・京滋 京都大阪方面へ分岐したのち草津PAへの左分岐がある（右分岐した場合はそのまま名神高速下り線に合流）。
名神高速上り線→草津PA→大津連絡路・名神高速上り線
草津PAを利用したのち名神栗東方面（左分岐）と大津連絡路方面（右分岐）への分岐がある。
名神高速下り線→草津PA→名神高速下り線
草津JCTで大津連絡路 信楽亀山方面へ左分岐したのち草津PAへの右分岐がある。草津PA利用後は大津連絡路方面へ向かうことはできない（名神高速下り線へ合流することになる）。これを事前に知らせるため、大津連絡路と草津PAの分岐地点手前には、草津PA利用後に新名神方面へ向かえないことを記した標識が設置されている。
大津連絡路→名神高速上り線、名神高速下り線→大津連絡路
分岐路が草津PAを経由しないため利用できない。

## 隣
E1 名神高速道路
(29-3) 栗東湖南IC - (30) 栗東IC - (30-1) 草津JCT - 草津PA - (30-2) 瀬田東JCT/IC
E1A 新名神高速道路大津連絡路
(30-1) 草津JCT - (7-1) 草津田上IC - (7) 大津JCT